# Shelby Houlihan
Shelby Houlihan, född 8 februari 1993 i Sioux City, är en amerikansk friidrottare som tävlar i medeldistanslöpning. Vid inomhusvärldsmästerskapen i friidrott 2025 tog hon silver på 3 000 meter.